# ロッケッタ・ベルボ
ロッケッタ・ベルボ（伊: Rocchetta Belbo）は、イタリア共和国ピエモンテ州クーネオ県にある、人口約200人の基礎自治体（コムーネ）。

## 地理

### 位置・広がり
| 隣接するコムーネは以下の通り。括弧内のATはアスティ県所属を示す。 - カスティノ - コッサーノ・ベルボ - マンゴ - ヴェージメ (AT) |

#### 地震分類
イタリアの地震リスク階級 (it) では、4 に分類される
。